# Edwin W. Roedder
Edwin Woods Roedder (* 30. Juli 1919 in Monsey, New York; † 1. August 2006) war ein US-amerikanischer Geochemiker und Mineraloge.

## Leben
Roedder wuchs in Philadelphia auf und studierte an der Lehigh University Geologie mit dem Bachelor-Abschluss 1941. Danach arbeitete er bis 1946 als Forschungsingenieur der Bethlehem Steel Corporation. Danach setzte er sein Studium an der Columbia University fort mit dem Master-Abschluss 1947 und der Promotion 1950. Als Student war er auch an der Carnegie Institution in Washington D. C., wo er in experimenteller Petrologie arbeitete. Er lehrte an der University of Utah, bevor er 1955 zum US Geological Survey ging, wo er die Festkörpergruppe in der Abteilung Geochemie und Petrologie leitete, aber auch als Feldgeologe arbeitete. Er ging 1987 beim US Geological Survey in den Ruhestand und forschte danach an der Harvard University.
Unabhängig von Georges Deicha und Nikolai Ermakoff befasste er sich als einer der Ersten mit Flüssigkeits-Inklusionen in Mineralien. Aus ihr kann man Aussagen über die Komposition zur Zeit der Kristallisation oder Metamorphose bekommen und durch Erhitzen oder Abkühlen unter dem Mikroskop Informationen über die Temperatur und den Druck bei der Entstehung. Manchmal bewegten sich die Inklusionen heftig, was auf Brownsche Bewegung zurückgeführt wurde, nach Roedder aber Folge kleiner thermischer Gradienten war und Roedder entwickelte nach ihrem Vorbild sogar einen Apparat zur Messung thermischer Gradienten.
Er beobachtete 1951 die Unvermischbarkeit von Silikat-Flüssigkeiten in Magmen, was zur Bildung von Glaskügelchen führte, die 1970 auch in Mondgestein gefunden wurden.

## Ehrungen
Er erhielt die Exceptional Scientific Achievement Medal der NASA, die Abraham-Gottlob-Werner-Medaille, die Roebling Medal (1986), die Penrose-Goldmedaille (1988) und die H. C. Sorby Medal. Er war Mitglied der National Academy of Sciences und Ehrendoktor der Lehigh University.
Ein 1966 von Luis H. Fuchs, Clifford Frondel und Cornelis Klein, Jr. entdecktes und erstbeschriebenes Mineral erhielt ihm zu Ehren den Namen Roedderit.

## Schriften (Auswahl)
- Fluid Inclusions, Reviews in Mineralogy 12, Mineralogical Society of America 1984